# Stephanie Hsu

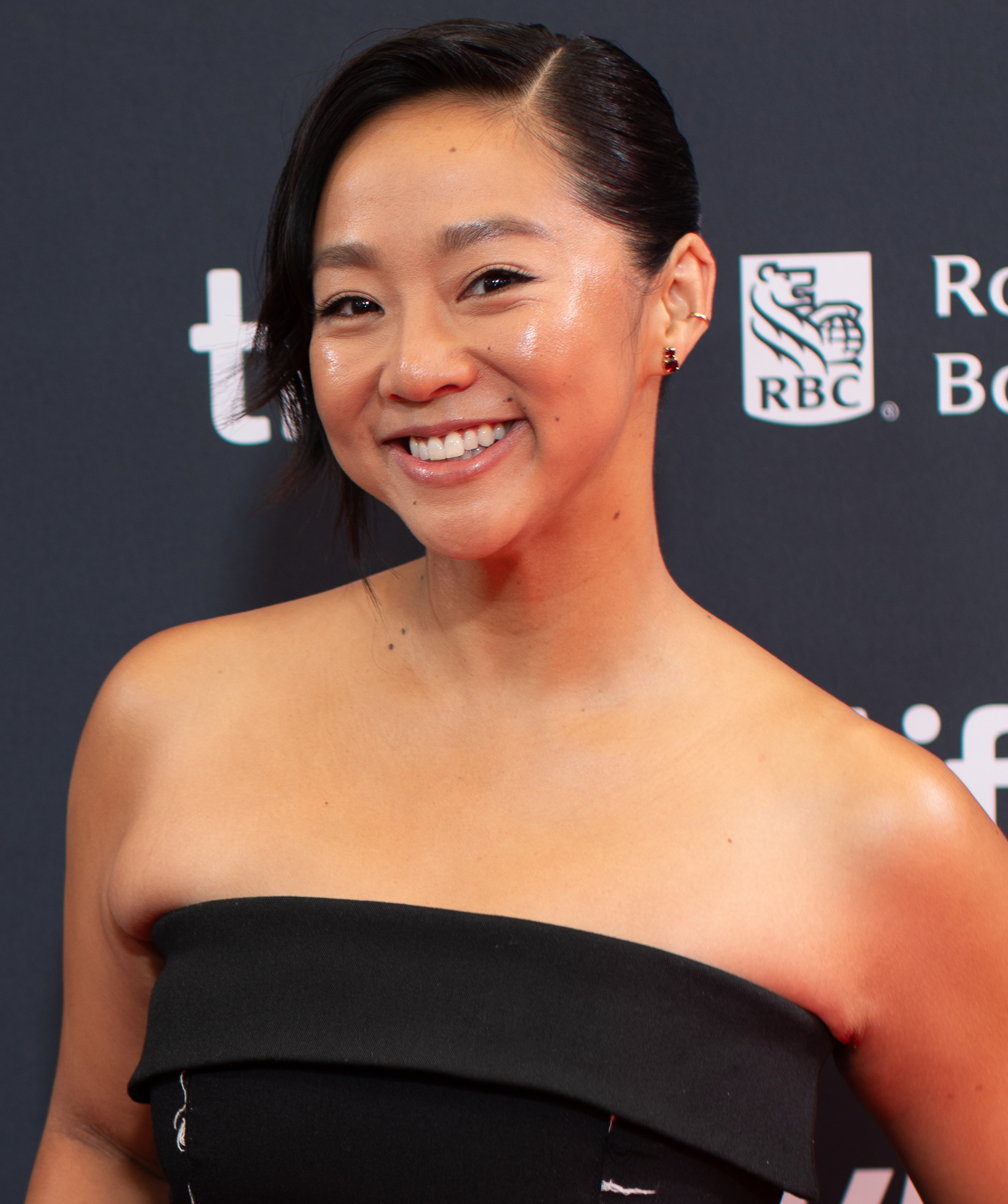
Stephanie Hsu (2024)

Stephanie Ann Hsu (* 25. November 1990 in Torrance, Kalifornien) ist eine US-amerikanische Schauspielerin.

## Leben und Karriere
Stephanie Hsu wurde in Kalifornien geboren und zog später nach New York City, um dort Schauspiel zu lernen. Dort besuchte sie die Tisch School of the Arts, die sie mit dem Bachelor of Fine Arts abschloss. Anschließend wurde sie weiterführend bei der Atlantic Theater Company ausgebildet. 2004 hatte sie in der Serienproduktion Dandelion erstmals einen Auftritt vor der Kamera. Nachdem sie über Jahre hinweg vorrangig in kleineren Film- und Serienproduktionen Rollen erhalten hatte, war sie ab 2015 unter anderem in Gastrollen in Connection Unavailable, Unbreakable Kimmy Schmidt und Nightcap zu sehen. 
2016 wurde Hsu für die Serie The Path als Joy in einer Nebenrolle besetzt, die sie in beiden Staffeln bis 2018 verkörperte. Danach trat sie in der dritten Staffel der Serie The Marvelous Mrs. Maisel als Mei in einer Nebenrolle auf. 2021 war sie als Soo in einer Nebenrolle im Film Shang-Chi and the Legend of the Ten Rings zu sehen. 2022 war sie als Joy Wang im Film Everything Everywhere All at Once zu sehen. Ihre Darstellung brachte ihr unter anderem eine Oscarnominierung als Beste Nebendarstellerin ein.
Neben ihren Rollen in Film und Fernsehen, tritt Hsu regelmäßig am Theater auf und wirkt in Werbespots mit. So war sie unter anderem von 2017 bis 2018 am Broadway als Karen, der Computerfrau der Figur Plankton im Musical zur Zeichentrickserie SpongeBob Schwammkopf beteiligt.
Ende Juni 2023 wurde Hsu Mitglied der Academy of Motion Picture Arts and Sciences.

## Filmografie (Auswahl)
- 2004: Dandelion (Fernsehserie)
- 2009: Obelisk Road (Kurzfilm)
- 2010: The Four-Faced Liar
- 2012: Moose (Kurzfilm)
- 2014: Rogue Assistant (Kurzfilm)
- 2015: Connection Unavailable (Fernsehserie, Episode 1x01)
- 2016: Unbreakable Kimmy Schmidt (Fernsehserie, Episode 2x03)
- 2016: Opus for All (Miniserie, 2 Episoden)
- 2016: Affordable NYC (Fernsehserie, Episode 1x02)
- 2016: Nightcap (Fernsehserie, Episode 1x02)
- 2016–2018: The Path (Fernsehserie, 19 Episoden)
- 2017: Undergrads (Kurzfilm)
- 2018: Bitch Please (Kurzfilm)
- 2018: Set It Up
- 2018: Indoor Boys (Fernsehserie, Episode 2x06)
- 2018: Guap (Fernsehfilm)
- 2019: The Marvelous Mrs. Maisel (Fernsehserie, 7 Episoden)
- 2020: Asking for It
- 2020–2021: Awkwafina is Nora from Queens (Fernsehserie, 2 Episoden)
- 2020: Karate Tortoise (Fernsehserie, 3 Episoden)
- 2021: Shang-Chi and the Legend of the Ten Rings
- 2022: Everything Everywhere All at Once
- 2023: Joy Ride – The Trip
- 2023: Poker Face (Episode 1x09)
- 2023: Leo (Stimme Skylers Mutter)
- 2024: The Fall Guy
- 2024: The Second Best Hospital in the Galaxy (Fernsehserie, Stimme von Dr. Sleech)
- 2024: Der wilde Roboter (The Wild Robot, Stimme von Vontra)
- 2024: Noonans (Kite Man: Hell Yeah!, Fernsehserie, Stimmen)
- 2024: Laid (Fernsehserie, 8 Episoden)

## Auszeichnungen
Academy Award
- 2023: Nominierung als Beste Nebendarstellerin für Everything Everywhere All at Once

Chicago Film Critics Association Award
- 2022: Nominierung als Most Promising Performer (Everything Everywhere All at Once)[5]

Independent Spirit Award
- 2023: Nominierung als Beste Nachwuchsdarstellerin (Everything Everywhere All at Once)[6]